# The Long Voyage Home (álbum)
The Long Voyage Home es una caja recopilatoria del músico británico Joe Cocker, publicado por la compañía discográfica A&M Records en noviembre de 1995. La caja recopila la carrera musical de Cocker desde los últimos años de la década de 1960 hasta mediados de los 90, con material grabado para diferentes compañías: A&M, Elektra, Island y Capitol. 

## Lista de canciones

### Disco 1
1. "With a Little Help from My Friends" - 5:14
2. "I'll Cry Instead" - 1:46
3. "(Those) Precious Words" - 2:41
4. "Marjorine" - 2:41
5. "Bye Bye Blackbird" - 3:32
6. "Just Like a Woman" - 5:19
7. "Don't Let Me Be Misunderstood" - 4:43
8. "Do I Still Figure in Your Life" - 3:54
9. "Feelin' Alright" - 5:00
10. "I Shall Be Released" - 5:24
11. "Something's Coming On" - 3:41
12. "I Don't Need No Doctor" - 11:45
13. "Let It Be" - 5:15
14. "Delta Lady" - 2:52
15. "She Came in Through the Bathroom Window" - 2:40
16. "Hitchcock Railway" - 6:25

### Disco 2
1. "Dear Landlord" - 7:22
2. "Darling Be Home Soon" - 4:45
3. "Something" - 3:41
4. "Wake Up Little Susie" - 4:09
5. "The Letter" - 4:26
6. "Space Captain" - 5:01
7. "Cry Me a River" - 4:00
8. "Let's Go Get Stoned" - 7:41
9. "Please Give Peace a Chance" - 4:20
10. "Blue Medley" - 12:34
11. "The Weight" - 6:02
12. "High Time We Went" - 4:28
13. "Black-Eyed Blues" - 4:36
14. "Midnight Rider" - 3:59

### Disco 3
1. "Woman to Woman" - 4:31
2. "Something to Say" - 5:26
3. "She Don't Mind" - 3:07
4. "Pardon Me Sir" - 3:16
5. "Put Out the Light" - 4:13
6. "I Can Stand a Little Rain" - 3:34
7. "The Moon Is a Harsh Mistress" - 3:32
8. "You Are So Beautiful" - 2:44
9. "Guilty" - 2:49
10. "I Think It's Going to Rain Today" - 4:00
11. "Jamaica Say You Will" - 4:16
12. "The Jealous Kind" - 3:51
13. "Catfish" - 5:25
14. "A Song for You" - 6:27
15. "Fun Time" - 2:42
16. "I'm So Glad I'm Standing Here Today" - 5:05
17. "Ruby Lee" - 4:25
18. "Many Rivers to Cross" - 3:43

### Disco 4
1. "So Good, So Right" - 2:37
2. "Up Where We Belong" - 3:59
3. "I Love the Night" - 3:42
4. "Civilized Man" - 3:56
5. "Edge of a Dream" - 3:55
6. "You Can Leave Your Hat On" - 4:18
7. "Unchain My Heart" - 5:23
8. "I've Got to Use My Imagination" - 4:22
9. "I'm Your Man" - 3:55
10. "When the Night Comes" - 4:49
11. "Can't Find My Way Home" - 3:30
12. "Don't Let the Sun Go Down on Me" - 5:33
13. "You've Got to Hide Your Love Away" - 5:01
14. "Love Is Alive" - 4:32
15. "With a Little Help from My Friends" - 9:43